# Masters de Roma 2019
El Internazionali BNL d'Italia 2019 fue la 76.ª edición del Abierto de Italia, siendo un torneo de tenis ATP World Tour Masters 1000 en su rama masculina y WTA Premier 5 en la femenina que se disputa en la Foro Itálico de Roma (Italia). Se llevó a cabo desde el 12 al 19 de mayo de 2019.

## Puntos y premios en efectivo

### Distribución de puntos
| Evento                  | G    | F   | SF  | CF  | R16 | R32 | R64 | C  | C2 | C1 |
| Individuales masculinos | 1000 | 600 | 360 | 180 | 90  | 45  | 10  | 25 | 16 | 0  |
| Dobles masculinos       | 1000 | 600 | 360 | 180 | 90  | 0   | —   | —  | —  | —  |
| Individuales femeninos  | 900  | 585 | 350 | 190 | 105 | 60  | 1   | 30 | 20 | 1  |
| Dobles femeninos        | 900  | 585 | 350 | 190 | 105 | 1   | —   | —  | —  | —  |

### Premios en efectivo
| Evento                  | G         | F         | SF        | CF        | R16      | R32      | R64      | C2      | C1      |
| Individuales masculinos | 958 055 € | 484 950 € | 248 745 € | 128 200 € | 64 225 € | 33 635 € | 18 955 € | 7 255 € | 3 630 € |
| Individuales femeninos  | 523 858 € | 261 802 € | 130 774 € | 60 240 €  | 29 866 € | 15 330 € | 7 879 €  | 4 385 € | 2 256 € |
| Dobles masculinos       | 284 860 € | 139 020 € | 69 680 €  | 35 510 €  | 18 730 € | 10 020 € | —        | —       | —       |
| Dobles femeninos        | 149 964 € | 75 744 €  | 37 491 €  | 18 872 €  | 9 532 €  | 4 724 €  | —        | —       | —       |

## Cabezas de serie

### Individuales masculino
| N.º | Rank. | Tenista               | Puntos | Puntos por defender | Puntos ganados | Nuevos puntos | Ronda hasta la que avanzó en el torneo                       |
| 1   | 1     | Novak Djokovic        | 12115  | 360                 | 600            | 12355         | Final, perdió ante Rafael Nadal [2]                          |
| 2   | 2     | Rafael Nadal          | 7945   | 1000                | 1000           | 7945          | Campeón, venció a Novak Djokovic [1]                         |
| 3   | 3     | Roger Federer         | 5770   | 0                   | 180            | 5950          | Cuartos de final, no se presentó ante Stefanos Tsitsipas [8] |
| 4   | 5     | Alexander Zverev      | 4745   | 600                 | 10             | 4155          | Segunda ronda, perdió ante Matteo Berrettini [WC]            |
| 5   | 4     | Dominic Thiem         | 4845   | 10                  | 10             | 4845          | Segunda ronda, perdió ante Fernando Verdasco                 |
| 6   | 6     | Kei Nishikori         | 3860   | 180                 | 180            | 3860          | Cuartos de final, perdió ante Diego Schwartzman              |
| 7   | 9     | Juan Martín del Potro | 3145   | 90                  | 180            | 3235          | Cuartos de final, perdió ante Novak Djokovic [1]             |
| 8   | 7     | Stefanos Tsitsipas    | 3790   | 70                  | 360            | 4080          | Semifinales, perdió ante Rafael Nadal [2]                    |
| 9   | 10    | Marin Čilić           | 3025   | 360                 | 45             | 2710          | Segunda ronda, perdió ante Jan-Lennard Struff                |
| 10  | 12    | Fabio Fognini         | 2920   | 180                 | 90             | 2830          | Tercera ronda, perdió ante Stefanos Tsitsipas [8]            |
| 11  | 13    | Karen Jachanov        | 2720   | 10                  | 90             | 2800          | Tercera ronda, perdió ante Fernando Verdasco                 |
| 12  | 14    | Daniil Medvédev       | 2625   | 10                  | 10             | 2625          | Primera ronda, perdió ante Nick Kyrgios                      |
| 13  | 15    | Borna Ćorić           | 2445   | 10                  | 90             | 2525          | Tercera ronda, perdió ante Roger Federer [3]                 |
| 14  | 18    | Nikoloz Basilashvili  | 1905   | 70                  | 90             | 1925          | Tercera ronda, perdió ante Rafael Nadal [2]                  |
| 15  | 16    | Gaël Monfils          | 1965   | 10                  | 10             | 1965          | Primera ronda, perdió ante Albert Ramos [Q]                  |
| 16  | 19    | Marco Cecchinato      | 1840   | 45                  | 45             | 1840          | Segunda ronda, perdió ante Philipp Kohlschreiber             |

- Ranking ATP a 6 de mayo de 2019.[3]

#### Bajas masculinas
| Rank. | Tenista        | Puntos antes | Puntos por defender | Puntos ganados | Puntos después | Motivo               |
| ----- | -------------- | ------------ | ------------------- | -------------- | -------------- | -------------------- |
| 8     | Kevin Anderson | 3755         | 10                  | 0              | 3745           | Lesión en el codo    |
| 11    | John Isner     | 2950         | 10                  | 0              | 2940           | Lesión en la rodilla |
| 17    | Milos Raonic   | 1960         | 0                   | 0              | 1960           | Lesión en la rodilla |

### Dobles masculino
| Tenistas                          | Ranking | Preclasificado |
| Łukasz Kubot Marcelo Melo         | 11      | 1              |
| Jamie Murray Bruno Soares         | 17      | 2              |
| Juan Sebastián Cabal Robert Farah | 20      | 3              |
| Nikola Mektić Franko Škugor       | 23      | 4              |
| Oliver Marach Mate Pavić          | 25      | 5              |
| Raven Klaasen Michael Venus       | 29      | 6              |
| Bob Bryan Mike Bryan              | 31      | 7              |
| Henri Kontinen John Peers         | 35      | 8              |

### Individuales femenino
| Tenista              | Ranking | Preclasificada |
| Naomi Osaka          | 1       | 1              |
| Petra Kvitová        | 2       | 2              |
| Simona Halep         | 3       | 3              |
| Karolína Plíšková    | 5       | 4              |
| Elina Svitolina      | 6       | 5              |
| Kiki Bertens         | 7       | 6              |
| Sloane Stephens      | 8       | 7              |
| Ashleigh Barty       | 9       | 8              |
| Aryna Sabalenka      | 10      | 9              |
| Serena Williams      | 11      | 10             |
| Caroline Wozniacki   | 12      | 11             |
| Anastasija Sevastova | 13      | 12             |
| Madison Keys         | 14      | 13             |
| Anett Kontaveit      | 15      | 14             |
| Qiang Wang           | 16      | 15             |
| Julia Goerges        | 17      | 16             |

- Ranking del 6 de mayo de 2019.[4]

### Dobles femenino
| Tenistas                              | Ranking | Preclasificada |
| Barbora Krejčíková Kateřina Siniaková | 3       | 1              |
| Nicole Melichar Květa Peschke         | 25      | 2              |
| Samantha Stosur Shuai Zhang           | 28      | 3              |
| Elise Mertens Aryna Sabalenka         | 29      | 4              |
| Su-Wei Hsieh Barbora Strýcová         | 30      | 5              |
| Gabriela Dabrowski Xu Yifan           | 30      | 6              |
| Hao-Ching Chan Yung-Jan Chan          | 32      | 7              |
| Anna-Lena Grönefeld Demi Schuurs      | 35      | 8              |

## Campeones

### Individual masculino
Rafael Nadal venció a  Novak Djokovic por 6-0, 4-6, 6-1

### Individual femenino
Karolína Plíšková venció a  Johanna Konta por 6-3, 6-4

### Dobles masculino
Juan Sebastián Cabal /  Robert Farah vencieron a  Raven Klaasen /  Michael Venus por 6-1, 6-3

### Dobles femenino
Victoria Azarenka /  Ashleigh Barty vencieron a  Anna-Lena Grönefeld /  Demi Schuurs por 4-6, 6-0, [10-3]